# 松聯幇
松聯幇（しょうれんほう）は、台湾台北市松山区を拠点とする黒社会組織（暴力団）。台湾北部以外に中国での活動も行っている。総構成員数は不明。

## 略史
1982年、当時台北の空軍基地に隣接する眷村（松基村）の居住者により松聯幇が組織された。初期は龍堂、虎堂、獅堂、豹堂の4堂により構成されていた。当初は風俗産業と賭博を保護することで資金源を獲得しており、急速にその勢力を拡大させ、1986年から1987年にかけては風俗産業に強い影響力を有す組織と成長した。
1989年、幇主である譚世維が廈門市で射殺されると組織内に動揺が走り活動の沈静化が見られた。しかし1990年代になると活動を再開させ、勢力拡大を図った。この時期は企業経営と投資を主体とした活動となり中国へも積極的に進出、厦門、漳州、泉州に拠点を設置した。
台湾当局は組織犯罪に対する取締りを強化、松聯幇も取締対象に指定された。1997年、二代目幇主である朱偉立と幹部構成員王国棟が構成員と共に台北市警察に出頭、松聯幇の解散を宣言した。しかし当局の監視を逃れるための解散であり、その後も松聯幇は債務回収や野球賭博などを中心とした活動を継続して現在に至っている。

## 歴代幇主
1. 譚世維
2. 朱偉立
3. 王知強
4. 劉震邦